# Tetsuo Michael Koyama
Tetsuo Michael Koyama (1933–2024) fue un profesor, botánico y pteridólogo japonés. Ha trabajado extensamente con la flora de fanerógama de Japón, Brasil y de EE. UU., en el Jardín Botánico de Nueva York, probablemente la primera autoridad mundial en la familia de las ciperáceas.

## Algunas publicaciones
- Tanaka, N; N Inouch, TM Koyama. 2006. Edible Canna and its Starch: An Under-Exploited Starch-Producing Plant Resource. Foods Food Ingredients J. Jpn. 211 (4 ) en línea
- Koyama, TM. 1992. Bungakusha tsuiseki. 1990-nen 1-gatsu--1992-nen 3-gatsu. Ed. Bungei Shunju. ISBN 4-16-346510-3
- ----. 1976. A new species of Torulinium (Cyperaceae) from the Bahama Islands. Brittonia 28 (2 ): 252-254
- Koyama, TM; R McVaugh. 1965. The lectotype-of Cyperus orbicephalus. Bull. Torrey Bot. Club 92: 265
- Koyama, TM; R McVaugh. 1963.  Cyperus orbicephalus, new generic status of Scirpus orbicephalus Beetle. Bull. Torrey. Bot. Club 90: 229-232

### Libros
- Flora of Taiwan, Volume 3. Angiospermae. 1977. Eds. Hui-lin Li, Tang-shui Liu, Tseng-chieng Huang, Tetsuo Koyama, Charles De Vol. National Taiwan University. 200 pp.
- Flora of Taiwan, Volume 5. Angiospermae. 1978. Eds. Hui-lin Li, Tang-shui Liu, Tseng-chieng Huang, Tetsuo Koyama, Charles De Vol. National Taiwan University.
- Flora of Taiwan, Volume 6. Vascular Plants. 1979. Eds. Hui-lin Li, Tang-shui Liu, Tseng-chieng Huang, Tetsuo Koyama, Charles De Vol. National Taiwan University. 200 pp.
- Flora of Taiwan, Volume 1. Introduction. 1980. Eds. Hui-lin Li, Tang-shui Liu, Tseng-chieng Huang, Tetsuo Koyama, Charles De Vol. National Taiwan University
- Flora of Taiwan, Volume 4. Angiospermae. 1998. Eds. Hui-lin Li, Tang-shui Liu, Tseng-chieng Huang, Tetsuo Koyama, Charles De Vol. National Taiwan University.

- La abreviatura «T.Koyama» se emplea para indicar a Tetsuo Michael Koyama como autoridad en la descripción y clasificación científica de los vegetales.[2]